# Ildebrandino Conti

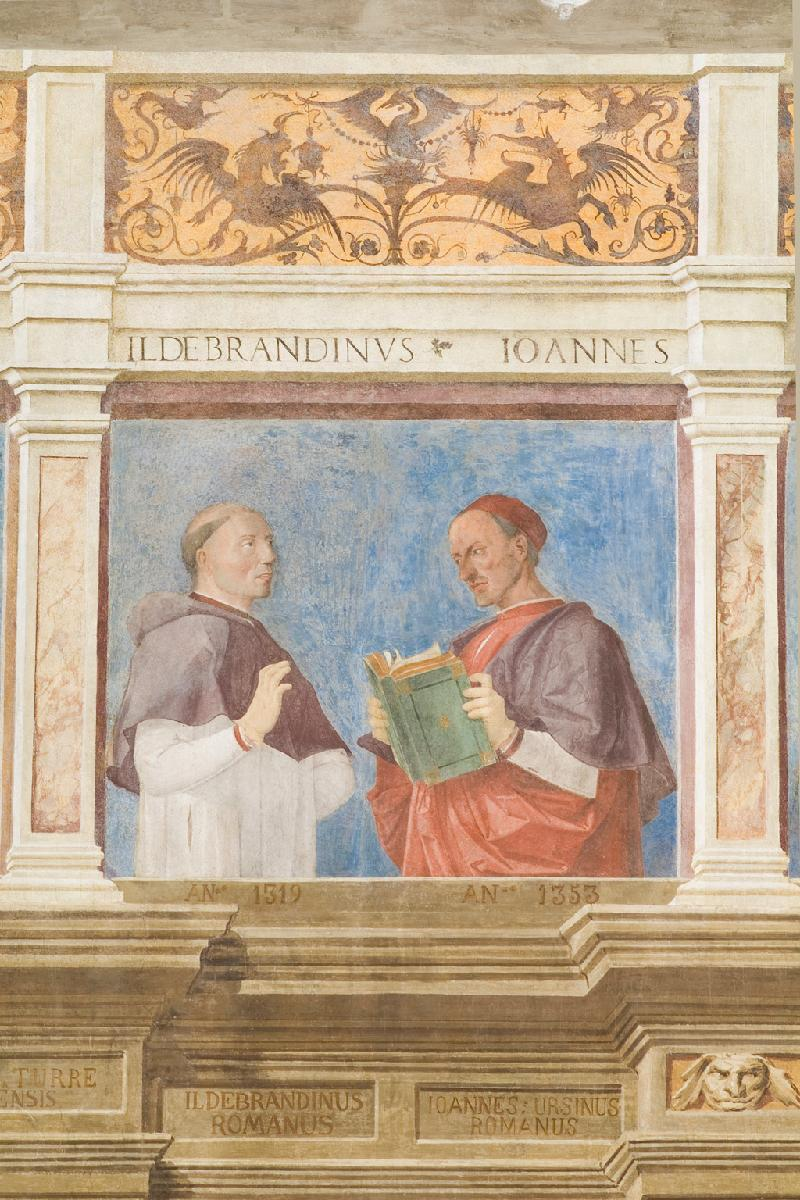
Links: Ildebrandino Conti. Fresco in het bisschoppelijk paleis van Padua. Rechts: zijn opvolger, Ioannes Orsini.

Ildebrandino Conti, ook wel de Comitibus de Segni genoemd (Valmontone, eind 13e eeuw – Padua, 2 november 1352) was een edelman uit de Pauselijke Staat en was meer dan dertig jaar bisschop van Padua (1319-1352), een stadstaat in het Heilige Roomse Rijk. Conti verbleef het grootste deel van zijn carrière aan het pauselijk hof in Avignon, een stad gelegen in het pauselijk graafschap Venaissin in het Heilige Roomse Rijk.
Conti was heel zijn leven een Welf, dit wil zeggen een pausgezinde in het Heilige Roomse Rijk, in tegenstelling tot de Ghibellijnen die keizersgezind waren. Zijn Romeinse afkomst en zijn verblijf in Avignon waren daar niet vreemd aan. 
De tegenstelling tussen Welfen en Ghibellijnen in het middeleeuwse Italië liep tussen stadstaten maar ook binnen stadsbesturen. Padua was meerdere malen in oorlog wanneer een keizersgezinde edelman de vicarius of keizerlijk bestuurder van Padua wou zijn.

## Levensloop

### Latium
Conti behoorde tot een adellijke familie in Zuid-Latium. Zijn ouders waren Adenolfo Conti en Paola Orsi. De familie bezat meerdere burchten waaronder deze van Segni waarover zij de grafelijke rechten had gekregen van de paus. De familie Conti had al drie pausen geleverd – Innocentius III, Gregorius IX en Alexander IV – en nog méér kardinalen voor de Roomse Kerk. Voor Ildebrandino Conti was een kerkelijke carrière weggelegd, niettegenstaande hij heer werd van enkele burchten in Zuid-Latium. Circa 1300 werd hij kanunnik van de kathedraal van Sens in het koninkrijk Frankrijk. Daaraan voegde hij de jaren nadien de zitjes toe van kanunnik in de kathedraal van Capua (koninkrijk Napels) en Saint-Omer (koninkrijk Frankrijk) en nog twee in Latium: Santa Maria di Valmonotone en Santa Maria di Velletri. Er volgde nog een prestigieuze benoeming tot kanunnik van de kathedraal van Avignon (1310), waar het pauselijk hof resideerde sinds 1309. Het was paus Clemens V die Conti, deze adellijke kanunnik uit Latium, aantrok.

### Bisdom Padua
Formeel schonk paus Johannes XXII hem het bisdom Padua in het jaar 1319. Conti bleef er bisschop tot het einde van zijn leven (1319-1352). Vanuit Avignon bestuurde hij zijn bisdom. Conti was enkel aanwezig in Padua in de volgende periodes 1332-1333, 1336-1336, 1339-1343, 1347-1350 en 1350-1352.
Aanvankelijk had zijn pontificaat te lijden door de oorlogen tussen Padua en Verona. Het Huis Scaliger was aan de macht in Verona en Cangrande della Scala, heer van Verona, trok op veroveringstocht. Hij was een bekend Ghibellijn. Met gewapende hand wilde hij vicarius worden in Padua. Deze oorlogen brachten verwoesting met zich mee. Bisschop Conti herorganiseerde de kloosters: sommige mochten een molen bouwen, andere mochten bossen ontginnen en aan veeteelt doen. Ook de statuten van de kloosters herschreef Conti. Dit deed hij ofwel vanuit Avignon ofwel ter plaatse. In 1339 kon Conti vaststellen op zijn synode van geestelijken van Padua dat de economische heropleving vruchten afleverde; het was de eerste synode in Padua in meer dan vijftig jaar. Conti herinnerde de geestelijken tevens aan tucht- en strafmaatregelen bij wangedrag. Hiermee wilde Conti de simonie en andere corruptie tegengaan, dewelke een domper waren op de economische heropleving. Alle kloosters moesten bovendien een inventaris opmaken en aan hem bezorgen.

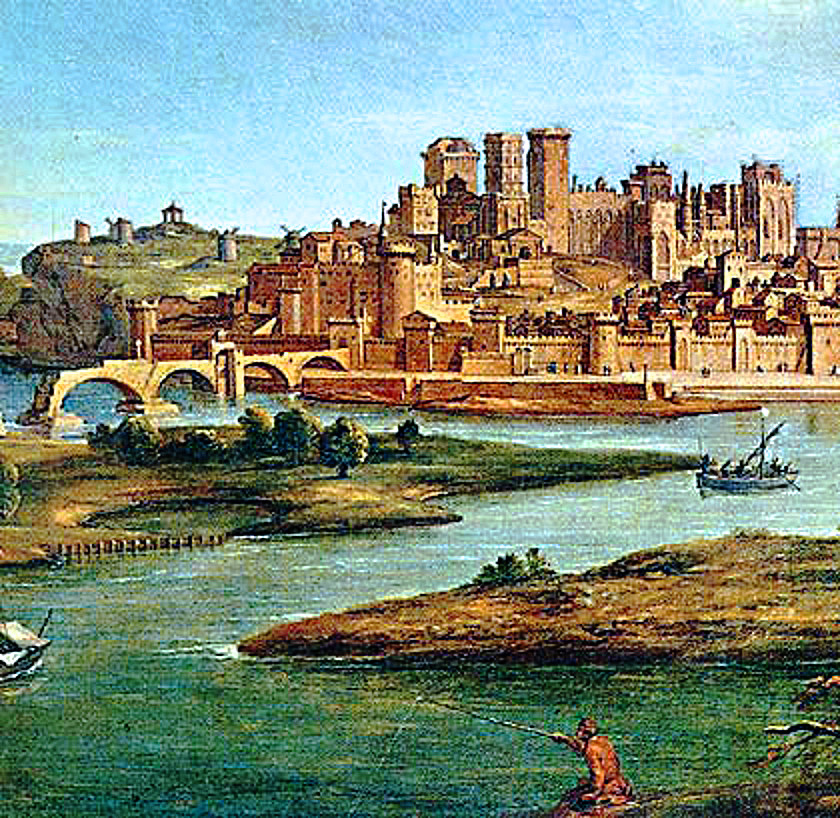
Pausenpaleis in Avignon

Het lukte Conti om het bisdom te leiden, zelfs vanuit Avignon. Hij stelde een voor die tijd omvangrijke bisschoppelijke hofhouding aan in Padua: vicarissen, secretarissen, predikers, juristen, klerken, artsen, huispersoneel en soldeniers. Meer dan veertig man. De vicarissen rapporteerden hem regelmatig in Avignon en wachtten op zijn instructies. 
Vanuit het pauselijk hof in Avignon ging Conti op missie in opdracht van de paus. Clemens VI stuurde hem samen met Andrea Ghini, bisschop van Doornik, naar Catalonië (1343). Daar bemiddelde hij in het conflict tussen Peter IV, koning van Aragon, en Jacobus II, koning van Majorca. In 1345 was Conti op missie in Genua en in 1346 in Milaan, telkens om rivaliserende stadspartijen te verzoenen. Clemens VI eiste telkens steun van de Welfen.
In 1346 bevorderde Clemens VI Conti tot pauselijk nuntius in het koninkrijk Napels. Conti bleef er tot 1347. Conti moest terugkeren naar Padua, want de heer van Padua, Giacomo II da Carrara, bemoeide zich met de pauselijke universiteit: Giacomo II had beslist dat de rector van de universiteit ook examenpunten mocht geven. Bisschop Conti draaide de beslissing terug door de rector weliswaar te dulden in de examenjury maar zonder hem inmenging in de deliberatie te geven.
In 1349 reisde Conti als pauselijk legaat samen met legaat Guido van Bologna naar Hongarije. Ze moesten koning Lodewijk de Grote afraden het koninkrijk Napels binnen te vallen. In deze periode correspondeerde hij met Petrarca, de dichter en kanunnik in Padua. Zij ontmoetten elkaar in Padua en ook in Avignon. In de jaren 1350-1351 was Conti op diplomatieke missie om de pauselijke stad Bologna uit de handen te houden van aartsbisschop Giovanni Visconti, heer van Milaan. Onderhandelingen met Verona, Padua en de republiek Venetië hoorden bij de missie.
Conti overleed in Padua in 1352. Hij werd in de kathedraal begraven. Zijn grafsteen vermeldt zijn afkomst van de graven van Segni. Petrarca stuurde datzelfde jaar een troostende brief naar de geestelijkheid van Padua. Hij prees de vele hervormingen van Conti alsook diens inspanningen om Italiaanse steden in vrede te laten leven. Conti werd opgevolgd door Ioannes Orsini, een andere edelman uit Latium.